# Karen Budge
Karen Annette Budge (ur. 14 listopada 1949 w Jackson Hole) – amerykańska narciarka alpejska.

## Kariera
W zawodach Pucharu Świata zadebiutowała w sezonie 1967/1968. Pierwsze punkty wywalczyła 27 stycznia 1968 roku w Saint-Gervais, gdzie zajęła szóste miejsce w zjeździe. Na podium zawodów tego cyklu pierwszy raz stanęła 20 marca 1969 roku w Waterville Valley, kończąc rywalizację w gigancie na drugiej pozycji. W zawodach tych rozdzieliła Austriaczkę Bernadette Rauter i swą rodaczkę, Marilyn Cochran. W kolejnych startach jeszcze jeden raz stanęła na podium: 26 lutego 1971 roku w Heavenly Valley ponownie była druga w gigancie. W sezonie 1968/1969 zajęła 13. miejsce w klasyfikacji generalnej, a w klasyfikacji giganta była dziewiąta.
Miała wystąpić w zjeździe na igrzyskach olimpijskich w Grenoble w 1968 roku, ale nie rozpoczęła rywalizacji. Podczas rozgrywanych cztery lata później igrzysk w Sapporo zajęła 14. miejsce w zjeździe i 23. w gigancie. W międzyczasie wystąpiła na mistrzostwach świata w Val Gardena w 1970 roku, zajmując jedenaste miejsce w gigancie i szesnaste w zjeździe.

## Osiągnięcia

### Igrzyska olimpijskie
| Miejsce | Dzień     | Rok  | Miejscowość | Konkurencja | Czas biegu | Strata | Zwyciężczyni       |
| ------- | --------- | ---- | ----------- | ----------- | ---------- | ------ | ------------------ |
| DNS     | 10 lutego | 1968 | Grenoble    | Zjazd       | 1:40,87    | -      | Olga Pall          |
| 14.     | 5 lutego  | 1972 | Sapporo     | Zjazd       | 1:36,68    | +4,00  | Marie-Theres Nadig |
| 23.     | 8 lutego  | 1972 | Sapporo     | Gigant      | 1:29,90    | +5,67  | Marie-Theres Nadig |

### Mistrzostwa świata
| Miejsce | Dzień     | Rok  | Miejscowość | Konkurencja | Czas biegu | Strata | Zwyciężczyni       |
| ------- | --------- | ---- | ----------- | ----------- | ---------- | ------ | ------------------ |
| DNS     | 10 lutego | 1968 | Grenoble    | Zjazd       | 1:40,87    | -      | Olga Pall          |
| 16.     | 11 lutego | 1970 | Val Gardena | Zjazd       | 1:58,34    | +5,50  | Annerösli Zryd     |
| 11.     | 14 lutego | 1970 | Val Gardena | Gigant      | 1:20,46    | +1,57  | Betsy Clifford     |
| 14.     | 5 lutego  | 1972 | Sapporo     | Zjazd       | 1:36,68    | +4,00  | Marie-Theres Nadig |
| 23.     | 8 lutego  | 1972 | Sapporo     | Gigant      | 1:29,90    | +5,67  | Marie-Theres Nadig |

### Puchar Świata

#### Miejsca w klasyfikacji generalnej
- sezon 1967/1968: 24.
- sezon 1968/1969: 13.
- sezon 1969/1970: 14.
- sezon 1970/1971: 17.
- sezon 1971/1972: 34.

#### Miejsca na podium
1. Waterville Valley – 20 marca 1969 (gigant) – 2. miejsce
2. Heavenly Valley – 26 lutego 1971 (gigant) – 2. miejsce